# Tres de Mayo, Morelos
Tres de Mayo är en ort i Mexiko.   Den ligger i kommunen Emiliano Zapata och delstaten Morelos, i den sydöstra delen av landet, 60 km söder om huvudstaden Mexico City. Tres de Mayo ligger 1 379 meter över havet och antalet invånare är 17 966.
Terrängen runt Tres de Mayo är kuperad norrut, men söderut är den platt. Terrängen runt Tres de Mayo sluttar söderut. Runt Tres de Mayo är det mycket tätbefolkat, med 3 134 invånare per kvadratkilometer. Närmaste större samhälle är Cuernavaca, 6,8 km norr om Tres de Mayo. Omgivningarna runt Tres de Mayo är en mosaik av jordbruksmark och naturlig växtlighet.